# Tajik Air
Tajik Air var ett tadzjikiskt flygbolag, grundat 1924. Tajik Air var Tadzjikistans nationella flygbolag och var fram till sin upplösning 2019, tillsammans med privatägda Somon Air de enda stora flygbolagen i landet. Det var även ett av världens äldsta flygbolag. Tajik Air hade sina huvudkvarter i Dusjanbe.

## Historia
Tajik Air inledde sin verksamhet 1924 under namnet Tajik Aviation. De första regelbundna flygningarna gick mellan Buchara och Dusjanbe. Vid dessa flygningar använde Tajik Air flygplanet Junkers F 13. I mars 1937 blev de omorganiserade till Tajik Territoriell Civil Air Fleet Administration (TTCAFA). Under 1945 inhandlades två Junkers Ju 52 och ett nytt Lisunov Li-2 plan. Lisunovplanet fick flyga mellan Dusjanbe och Moskva. De närmaste åren utökades flottan med en del då nya plan, såsom Antonov An-2, Iljusjin Il-12 och senare Iljusjin 14 och 18. Man tog även emot en helikopter, Mil Mi-4.
De första jetplanen kom till flottan på 1970-talet. Bland dessa var Jakovlev Jak-40 och Tupolev Tu-154. Även Antonov An-26 och 28, båda med turbopropmotor inhandlades. 1988 ändrades TTCAFA till Tajik Civil Aviation Administration (TCAA). Under tidigt nittiotal inhandlades ytterligare plan och helikoptrar, samtidigt som några gamla plan skrotades eller såldes.

## 2000-talet
Tajik Air möter hård konkurrens från andra flygbolag i väst och centralasien, detta har ytterligare förvärrats sedan september 2006 då Tadzjikistans luftfartssystem avreglerades. Flygbolaget hade bara 320 000 kunder under de första nio månaderna år 2007, en klar försämring jämfört med 2005. För att komma över svackan försökte flygbolaget med hjälp av Europeiska banken för återuppbyggnad och utveckling modernisera sig. Man tittade på några av Boeings och Airbus flygplan som alternativ till de äldre ryska och ukrainska planen. Med hjälp från banken lyckades man värva tre Boeing 737 och ett Boeing 757-plan. Man hade dock planer på att införskaffa ännu fler Boeingplan och andra västproducerade plan i framtiden.

Tajik Airs största konkurrent var det privatägda Somon Air, det första tadzjikiska flygbolaget av det slaget. Vid Tajik Airs upplösning bestod Somon Airs flotta av sex stycken Boeing 737-flygplan. 
2007 blockerades flygbolaget från att flyga i Europeiska unionen, en tveksam blockering som är på väg att eventuellt lyftas. Tajik Airs enda europeiska destination var då Düsseldorf.

## Konkurs
I Januari 2019 lades flygbolaget ned omedelbart, efter ekonomiska problem under en längre tid. Flygbolaget bredrev däremot ett antal charterflygningar under perioden juni-augusti 2020 från Ryssland till Tadzjikistan för att hämta standsatta medborgare.
Flygbolaget har stora skulder till flera företag, till anställda för missade löner och obetalda skatter. Detta har orsakat flera rättsfall mot flygbolaget under en längre tid, både före och efter konkursen, det mest uppmärksammade mot det litauiska leasingföretaget Skyroad Leasing, efter att flygbolaget inte betalat avgifter för leasing av två Boeing-flygplan. 
En rysk domstol beslagtog 2019 en Boeing 737-300, efter skulderna till Skyroad Leasing och flygbolagets bankkonton har även beslagtagits.
En utredning publicerad 2021 gjord av Radio Liberty föreslog att högt uppsatta chefter på Tajik Air skulle ha bidragit till flygbolagets konkurs till förmån för Somon Air, vilket ägs av familjen till Tadzjikistans president Emomaly Rahmon, detta för att orsaka monopol på den inhemska marknaden.

## Olyckor med Tajik Air
- Den 28 augusti 1993 havererade ett av Tajik Airs flygplan i Chorug, Tadzjikistan. Ett flygplan av typen Jakovlev Jak-40 överlastades kraftigt och kunde därför aldrig lyfta ifrån landningsbanan. Planet körde av banan och havererade våldsamt ned i floden Pjandsj. Besättningen ska ha pressats att lyfta planet mot sin vilja, av beväpnade män. Till slut var man överens om att avbryta starten, men det var då redan för sent. 4 passagerare av 86 ombord lyckades dock överleva olyckan. Flygplanet var på väg till huvudstaden Dusjanbe när olyckan inträffade.[8] Värt att nämna är att Jak-40 bara är anpassad för maximum 28 passagerare.[9]

- Den 15 september 1997 havererade en Tupolev Tu-154 ca 10 km innan landning skulle skett i Sharjah, Förenade Arabemiraten. Planet gick av en hittills oförklarlig anledning ned för tidigt och 85 av 86 ombordvarande avled i olyckan. Endast en man, en besättningsman, överlevde den allvarliga olyckan.[10] Efter haveriet hölls en stor minnesceremoni i Chudzjand, där planet hade startat och där de flesta omkomna kom ifrån.[10] Efter en del tidigare incidenter med Tupolev Tu-154 ifrågasattes planet kraftigt efter ytterligare en olycka.[11]

- Den 8 mars 2008 havererade en ex-sovjetisk helikopter med 11 passagerare i Pamirbergen. Helikoptern havererade 50 km ifrån Chorug, och nära gränsen till Afghanistan. Ombord fanns klättrare från olika delar av Europa, samt en pilot.[12] En person dog i olyckan och flera ska ha skadats allvarligt.[12]

## Tidigare destinationer

### Centralasien
- Kazakstan
  - Almaty (Almaty internationella flygplats)
  - Astana (Astana internationella flygplats)
- Kirgizistan
  - Bisjkek (Manas internationella flygplats)
- Tadzjikistan
  - Chorug (Chorug flygplats)
  - Dusjanbe (Dusjanbe flygplats) Huvudflygplats
  - Chudzjand (Chudzjand flygplats)

### Västasien
- Iran
  - Teheran (Imam Khomeinis internationella flygplats)
- Förenade arabemiraten
  - Sharja (Sharjas internationella flygplats)
- Ryssland
  - Moskva (Domodedovos internationella flygplats)
  - Novosibirsk (Tolmatjovos flygplats)
  - Samara (Kurumoch Internationella flygplats)
  - Sankt Petersburg (Pulkovos internationella flygplats)
  - Jekaterinburg (Koltsovo flygplats)
  - Nizjnij Novgorod (Nizjnij Novgorods internationella flygplats)
- Turkiet
  - Istanbul (Atatürk Internationella flygplats)

## Tidigare flotta

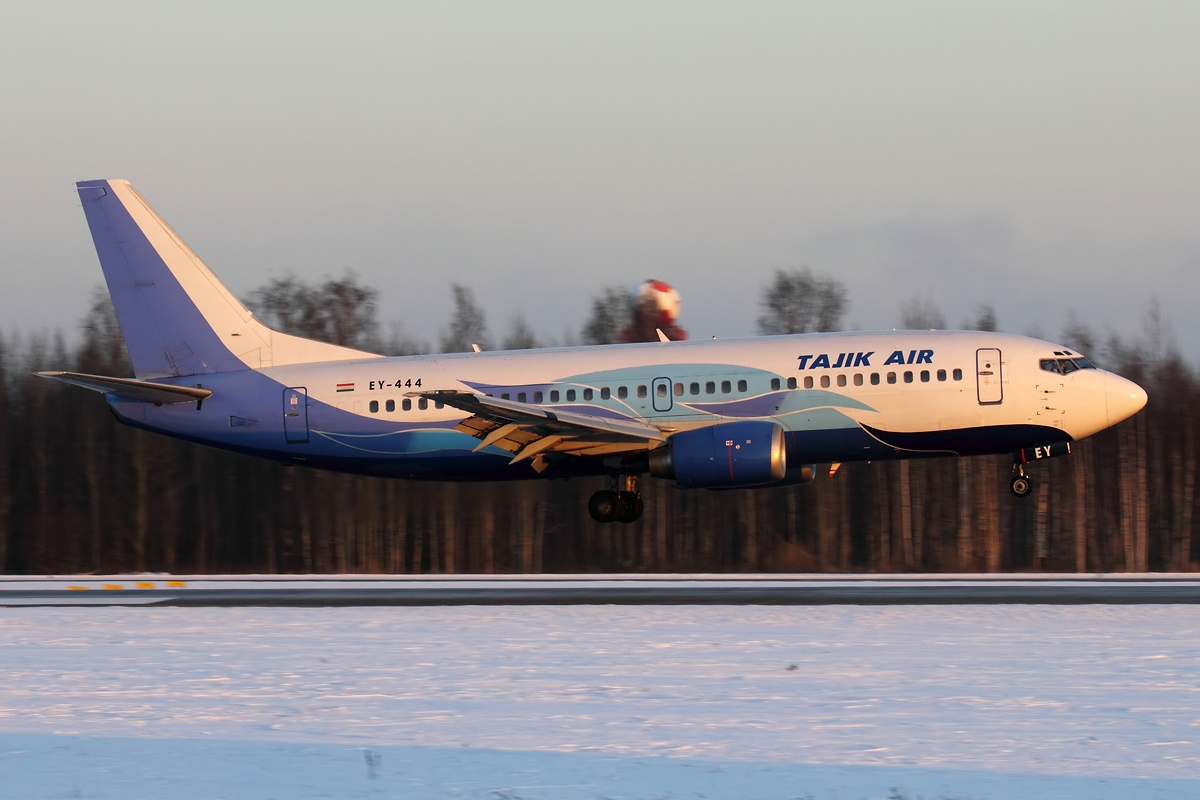
Tajik Air Boeing 737 år 2012

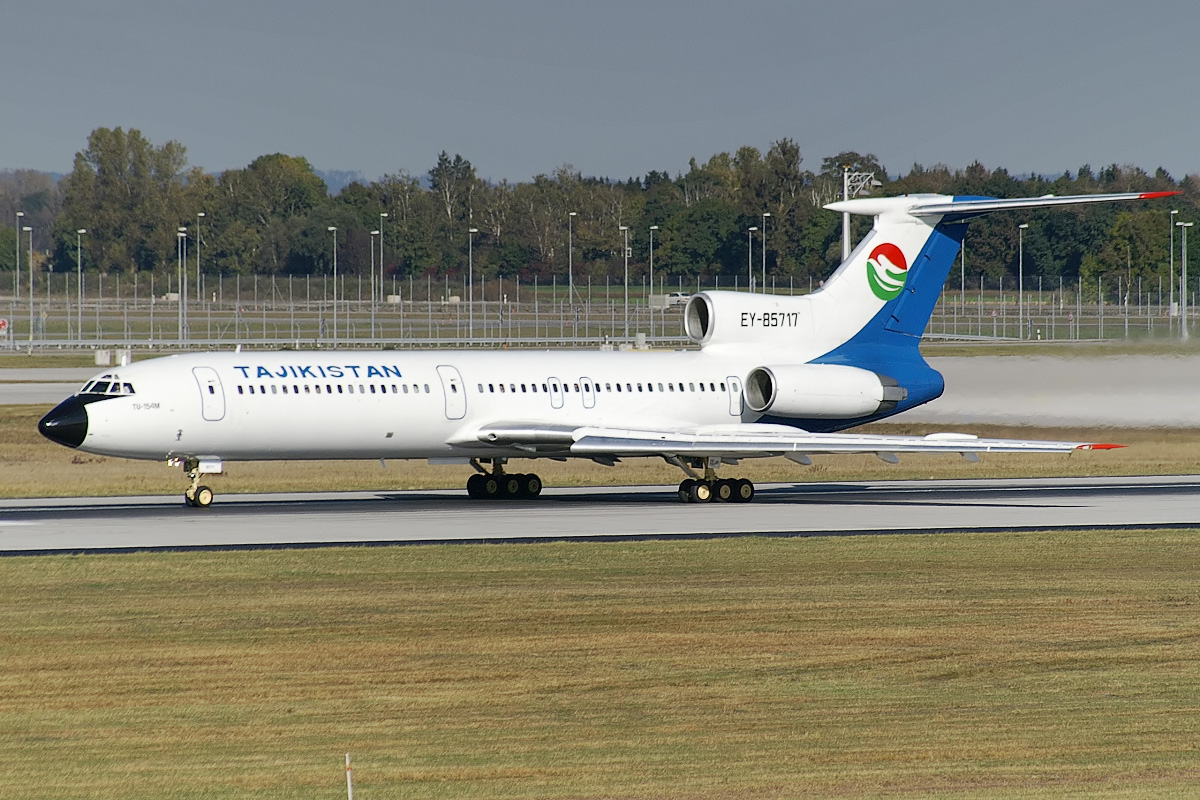
Tajik Air Tupolev Tu-154

Tajik Airs flotta såg ut på följande vis i januari 2019::
| Flygplan       | Antal | Noteringar                |
| -------------- | ----- | ------------------------- |
| Boeing 737-200 | 1     |                           |
| Boeing 737-300 | 1     | Uthyrt av Skyroad Leasing |
| Boeing 737-400 | 1     |                           |
| Boeing 757-200 | 1     | Uthyrt av Skyroad Leasing |
| Boeing 767-300 | 1     |                           |
| Xian MA-60     | 1     |                           |
| Totalt         | 6     |                           |